# Nottoway Plantation
Pour les articles homonymes, voir Nottoway.
La Nottoway Plantation, aussi connue comme la Nottoway Plantation House, est une  ancienne plantation de coton située à White Castle en Louisiane, aux États-Unis. Aujourd'hui, il ne reste plus que la maison des maîtres, construite entre 1855 et 1859 pour la famille de John Hampden Randolph. En 1980, elle est inscrite sur le Registre national des lieux historiques. La maison est depuis transformée en musée. Elle a été détruite par le feu le 15 mai 2025.

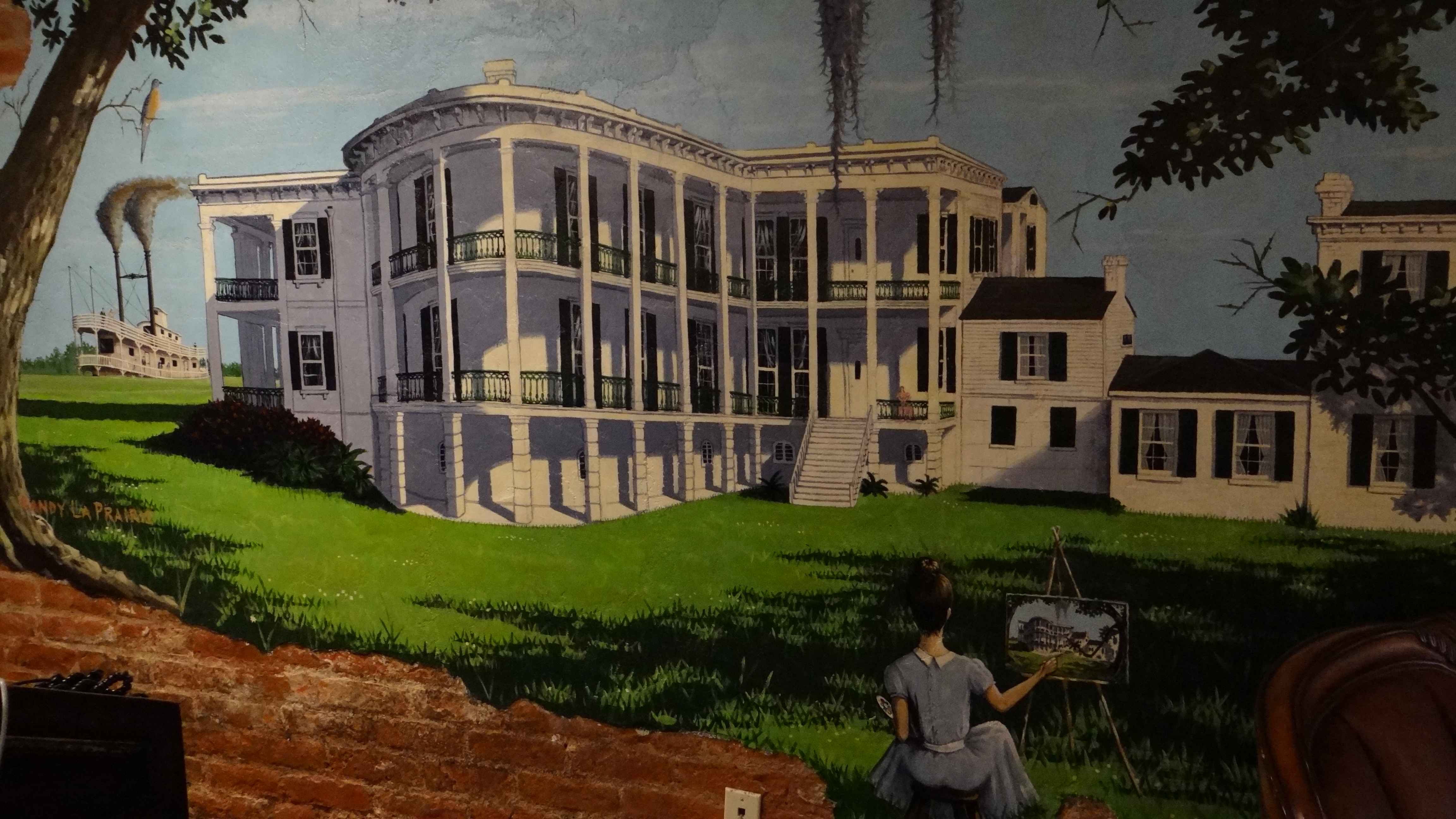

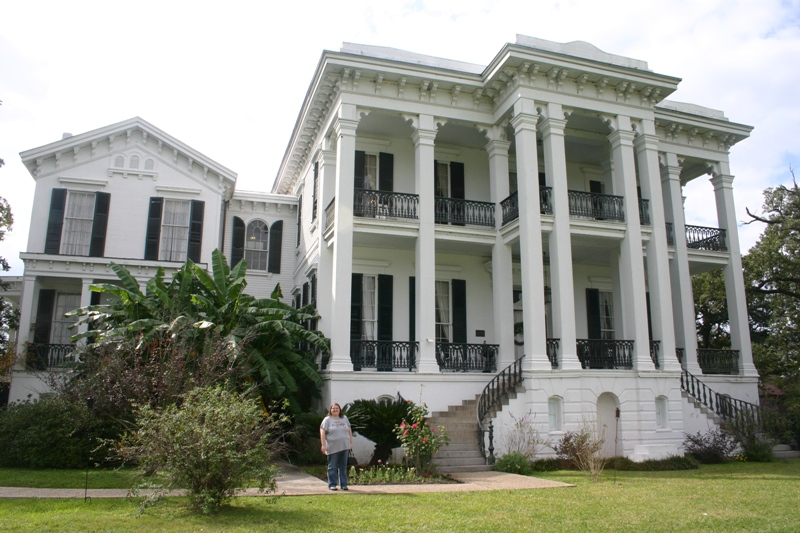
Nottoway Plantation.